# Алија Далиповић
Алија Далиповић певач је ромске и народне музике. Током живота у Југославији снимао је за велике продукцијске куће попут Југотона, Радио-телевизије Београд, Дискоса, као и за архиву радио Београда, радио Приштине и радио Скопља. Од 1980. године живи са породицом у Чикагу и власник је две радио станице: „Ромски дукат” и „Радио носталгија”.

## Биографија
Са 14 година започео је каријеру као вокални солиста и играч у KУД-у „Ђока Павловић”, који је предводио Боривоје Илић, уредник радио Београда. Са песмом „Зајди, зајди” 1968. године победио је на такмичењу „Златни славуј” у Смедеревској Паланци. Глас је усавршавао код Миодрага Тодоровића Крњевца. Своју прву плочу за РТБ са песмом „Знам да морам бити сам” снимио је 1972. године. За архиву Радио Београда снимао је македонске и косовске народне песме. Другу сингл плочу снимио је у сарадњи са Драганом Александрићем за продукцијску кућу Дискос. Члан је „Београдске естраде”, Удружења професионалних музичара Србије „Мелос” и Удружења естрадних уметника и извођача Србије. Међу већим хитовима у каријери издвајају се песме „Марушка”, „Ти си слатки отров”, „Ја радости немам”, „Циганка ме једна воли”, „Чудна жено” и „Што судбино очи немаш”. Године 2011. снимио је химну посвећену Новаку Ђоковићу. Оснивач је и власник радио станице „Ромски дукат” из Чикага која се од 1992. године емитује на простору севернозападне Америке, а од 1998. године власник је и „Радио носталгије”.

## Дискографија

### Сингл плоче
- Знам да морам бити сам / Како тугу да преболим (1972, ПГБ РТБ)
- Ти си радост мог живота / Зашто оде драга ти (1973, Дискос)
- Кога ја да волим / Последња ноћ љубави (1974, Дискос)
- Нема никог да ме воли / Она је туђа сад (1975, Дискос)
- Циганка ме једна воли / Баш те брига како живим (1976, Југотон)
- Ти си слатки отров / Марушка (1977, Југотон)
- Ја радости немам / Још једно име (1977, Југотон)

### Албум
- Где си сада (1988, Дискотон)